# Шоваль, Залман
Залман Шоваль (ивр. זלמן שובל‎, фамилия при рождении Финкельштейн, нем. Finkelstein; род. 28 апреля 1930, Вольный город Данциг) — израильский дипломат, банкир и политик. Депутат кнессета от Государственного списка и партии «Ликуд», сооснователь партий «Лаам» (1976), «Телем» (1981) и «Омец» (1984). Посол Израиля в США (1990—1993 и 1998—2000), председатель совета Ассоциации банкиров Израиля, директор «Банка Иерусалима».

## Биография
Залман Финкельштейн родился в 1930 году в Данциге, на тот момент имевшем статус вольного города. В 1938 году эмигрировал в подмандатную Палестину, учился в среднем коммерческом училище «Геула» в Тель-Авиве. В 1946 году, будучи в летнем лагере бойскаутов в Галилее близ мошава Нахалаль, познакомился с деятелем «Хаганы» Моше Даяном, который произвёл на юношу большое впечатление.
По окончании школы продолжил образование за рубежом, получив степень бакалавра по международным отношениям в Калифорнийском университете в Беркли, а затем степень по политологии и международным отношениям в Институте международных отношений Женевского университета. С 1955 по 1957 год работал в министерстве иностранных дел Израиля, после чего ушёл с государственной службы, чтобы начать банковскую карьеру. Два срока занимал пост председателя совета Ассоциации банкиров Израиля. Шоваль участвовал в основании «Банка Иерусалима», с владельцами которого, братьями Майер, его связывал брак с их сестрой Кеной (в этом браке родились трое детей — Михаль, Яэль и Гидон), и в дальнейшем входил в совет директоров этого банка.
С конца 1950-х годов Шоваль состоял в партии МАПАЙ, однако в 1965 году, после того как Давид Бен-Гурион и его единомышленники вышли из ней и образовали отдельную партию «РАФИ», перешёл в новую партию. Последовал за Бен-Гурионом и дальше, в Государственный список, на выборах в кнессет 7-го созыва в 1969 году получивший 4 мандата. Когда бывший премьер-министр покинул кнессет, Шоваль, находившийся на пятом месте в предвыборном списке Государственного списка, стал депутатом вместо него. В 1973 году вместе с другими лидерами Государственного списка участвовал в формировании блока «Ликуд» и избирался от него в кнессет двух следующих созывов. Не проявив себя как автор заметных законопроектов, в кнессете сосредоточился на работе в комиссиях.
В 1976 году участвовал в создании партии «Лаам». На следующий год вместе с рядом единомышленников основал Общественный форум Моше Даяна по политическим и социальным вопросам, а в 1981 году присоединился к организованной Даяном новой партии «Телем». Партия, которой опросы общественного мнения поначалу предсказывали до 23 мандатов, потерпела неудачу на выборах в кнессет 10-го созыва, сумев провести в него только двоих представителей, в число которых Шоваль не вошёл. В 1984 году входил в число руководителей нового списка «Омец», но и с этой партией в кнессет не попал.
Одновременно с работой в парламенте Шоваль продолжал дипломатическую деятельность. В 1977 году входил в израильскую делегацию в Генеральной Ассамблее ООН, а в 1980 году представлял страну на ежегодной встрече Европейского парламента в Страсбурге. В 1978 году возглавля в министерстве иностранных дел отдел пропаганды. По словам Шоваля, когда в кабинете Менахема Бегина Моше Даян получил пост министра иностранных дел, подразумевалось, что Шоваль, представлявший «Ликуд», займёт место его заместителя, но это назначение не состоялось.
Вернувшись в «Ликуд», был снова избран в кнессет в 1988 году, однако в октябре 1990 года сложил депутатские полномочия, чтобы занять пост посла Израиля в США, на котором оставался до февраля 1993 года. Играл важную роль в получении Израилем компенсаций за войну в Персидском заливе и американских гарантий на абсорбцию Большой алии из СССР и стран постсоветского пространства. В дальнейшем занимал посты в руководстве «Ликуда», в частности, до 1996 года возглавляя бюро по внешним связям. В 1997 году единогласно избран президентом Всемирного движения «Ликуд».
В 1998 году вторично назначен послом Израиля в США, оставался на этом посту до 2000 года. По окончании посольских полномочий планировал продолжение политической карьеры и присоединился к Ариэлю Шарону в его визите на Храмовую гору, послужившем поводом к началу интифады Аль-Аксы. В 2009 году отказался от предложения Авигдора Либермана занять высокое место в предвыборном списке партии «Наш дом Израиль».